# 岩河拓吾
岩河 拓吾（いわかわ たくご、2月23日 - ）は、日本の男性声優。東京都出身。プロダクション・エース所属。趣味は映画と音楽の鑑賞。旧芸名は岩川 拓吾（読み同じ）。

## 略歴
声優アワード第6回新人発掘オーディション本選出場者。
2025年1月1日、自身のXアカウントにて2024年末に同じく声優の長谷川暖と結婚したことを報告。

## 出演
太字はメインキャラクター。

### テレビアニメ
2015年
- アルスラーン戦記（兵士）
- 空戦魔導士候補生の教官（男子生徒、男子B、男子A、男子生徒1）

2016年
- 魔装学園H×H（研究者、司会）
- エンドライド（友人）
- ブレイブウィッチーズ（水兵、通信兵）
- 私がモテてどうすんだ（男子、生徒）

2017年
- 終末なにしてますか? 忙しいですか? 救ってもらっていいですか?（グルムジャル市の人々、滅殺奉史騎士団B、軍人A、野営地の人々）
- はじめてのギャル（御手洗友人H）
- 僕の彼女がマジメ過ぎるしょびっちな件（男子生徒）

2018年
- ラーメン大好き小泉さん（男子生徒A）
- Caligula -カリギュラ-（男子生徒A、男子生徒）
- 美男高校地球防衛部HAPPY KISS!（生徒）
- 銀魂.（鬼兵隊隊士A、アルタナ解放軍A）
- 俺が好きなのは妹だけど妹じゃない（男子生徒C、男子生徒B）

2019年
- ダイヤのA actII（照井匡）
- ストライクウィッチーズ 501部隊発進しますっ!（2019年 - 2021年、兵士A、偉い人） - 2シリーズ
- 本好きの下剋上 司書になるためには手段を選んでいられません（2019年 - 2022年、おじさん、親方、灰色神官、ロータル、青色神官 他） - 3シリーズ

2020年
- ストライクウィッチーズ ROAD to BERLIN（整備士、通信兵）

2022年
- ハコヅメ〜交番女子の逆襲〜（チンピラ）
- キャップ革命 ボトルマンDX（2022年 - 2023年、ナレーション、ボトルバトラー3、BMA幹部D、観衆1、黒服A 他）
- 乙女ゲー世界はモブに厳しい世界です（選手）
- ハナビちゃんは遅れがち（警官、ヌーの大群、店員1、観客B、客B）

2023年
- 『FLAGLIA』〜なつやすみの物語〜（ジャンゴ）
- REVENGER（胴元B）

2025年
- ババンババンバンバンパイア（不良3、山田藤吉、おっちゃん）

### 劇場アニメ
- フリクリ オルタナ（2018年、記者、作業員、バスケ部員）

### OVA
- 本好きの下剋上 司書になるためには手段を選んでいられません 外伝（2020年、店主）

### Webアニメ
- マイのボートレース講座（2010年、ロクテイジャーホワイト[2]）
- ボートレースマンの舟券講座（2011年、ボートレースマン[2]）

### ゲーム
- コール オブ デューティ ブラックオプス 6（ヤニック・デュフール、オマール・セギール）

### 吹き替え

#### 映画
- オリエント急行殺人事件（2017年、ルドルフ・アンドレニ伯爵〈セルゲイ・ポルーニン〉[11]）
- バード・ボックス（2018年、グレッグ〈B・D・ウォン〉）
- 雨とあなたの物語（2022年）
- コーダ あいのうた（2022年）
- サンゲリア（2022年、ミゲール[12]）※BD版
- ゼロヴィル（2018年、モンゴメリー・クリフト〈デイヴ・フランコ〉）
- イコライザー THE FINAL（2023年、ジオ・ボヌッチ〈 エウジェニオ・マストランドレア（英語版）〉）
- 食人族（2024年、ジャック・アンダース）※UHD BD版[13]
- クロス・ミッション（2024年、グムソク〈キム・ジュンハン〉）
- 犯罪都市 PUNISHMENT（2024年、チョ部長[14]）
- GTMAX（2024年、テオ）
- ブルータリスト（2025年）

#### ドラマ
- シャドウハンター: The Mortal Instruments（2016年、マリオーン[2]）
- タイニー・プリティ・シングス（2020年）
- 愛の不時着（2020年、パク・グァンボム〈イ・シンヨン〉[15]）
- アンブレラ・アカデミー（2022年、アルフォンソ・ハーグリーブス / 4号〈ジェイク・エプスタイン（英語版）〉）
- ラスト・キングダム：死すべき7人の王（2022年、アゼルスタン〈ハリー・ギルビー〉）
- イ・ドゥナ！（2023年、ク・ジョンフン〈キム・ドワン〉）
- ウォーキング・デッド: ザ・ワンズ・フー・リブ（2024年、オカフォー中佐）
- マッドネス（2024年、オスマン）
- ギークガール（ニック〈リアム・ウッドラム〉)

#### アニメ
- スマーフ（2022年、ジョーキー[16]）
- ユニコーン・アカデミー（2023年、ローリー・カーマイケル）

#### ボイスオーバー
- 脱出おひとり島（2021年、キュヒョン）
- リターン・トゥ・スペース（2022年）
- 19/20 〜恋はハタチになってから〜（2023年、キュヒョン）

### その他コンテンツ
- モテ福（2014年、トイレットペーパー[17]、本人）

### シリーズ一覧
1. ↑  第1期（2019年）、第2期『ワールドウィッチーズ発進しますっ！』（2021年）
2. ↑  第1期（2019年）、第2期（2020年）、第3期（2022年）